# Saint-Désert
Saint-Désert é uma comuna francesa na região administrativa de Borgonha-Franco-Condado, no departamento Saône-et-Loire. Estende-se por uma área de 5 km². Em 2010 a comuna tinha 911 habitantes (densidade: 182,2 hab./km²).